# Zapustek (łąka)
Zapustek – łąka w Małych Pieninach na zachodnim stoku dolnej części Doliny Brysztańskiej. Należała do nieistniejącej już wsi Biała Woda, obecnie znajduje się w granicach wsi Jaworki w województwie małopolskim, w powiecie nowotarskim, w gminie Szczawnica. Po II wojnie światowej mieszkańcy tej wsi (Łemkowie) zostali wysiedleni w ramach Akcji „Wisła”, na polach wykonano instalacje nawadniające (są widoczne do dzisiaj) i założono na nich socjalistyczną spółdzielnię i hodowlę owiec. Na Zapustkiem, pod szczytem Wierchliczki wybudowano dużą bacówkę, która okazała się niepraktyczna i nie była używana. Spółdzielnia hodowlana upadła, zaś na łące Zapustek i innych trawiastych terenach w Jaworkach prowadzony jest przez gospodarzy z Podhala wypas owiec. Na polanie znajduje się jeden stary szałas, w dolnej części Zapustka, u podnóży Kociubylskiej Skały wybudowano drugi.
Przez łąkę Zapustek nie prowadzi żaden szlak turystyczny, ale całą jej długością prowadzą dwie drogi gruntowe: jedna wzdłuż Potoku Brysztańskiego w okolice przełęczy Rozdziele, druga na północno-zachodni stok Wierchliczki. Z Zapustka widok na efektowne Brysztańskie Skały znajdujące się na orograficznie prawym zboczu tego potoku.